# Megastad
En megastad är ett storstadsområde som vuxit till över 10 miljoner invånare.
År 1950 blev New York den första megastaden i världen. År 1990 fanns 10 megastäder i världen, ett antal som 2014 hade ökat till 28. På grund av megastädernas storlek är exempelvis vattenbrist, vattenförorening, bostadsbrist, energiförsörjning och kollektivtrafik vanliga problem.